# Jeremi Woroniecki
Jeremi Józef Ludgard Herkules Woroniecki (ur. 1804, zm. 1877) – książę, ziemianin - właściciel dóbr Huszlew w guberni siedleckiej, literat i badacz starożytności (gałąź podlaska). Syn Antoniego (zm. 1835) i Barbary Cieszkowskiej. Przed 1850 r. ożenił się z Felicją Iłżycką, z którą miał syna Ludomira Jeremiasza (1850-1913)